# تپانی
تپانی، روستایی از توابع بخش مرکزی شهرستان سرپل ذهاب در استان کرمانشاه ایران است.

## جمعیت
این روستا در دهستان دشت ذهاب قرار دارد و بر اساس سرشماری مرکز آمار ایران در سال ۱۳۸۵، جمعیت آن ۵۵۹ نفر (۱۰۳ خانوار) بوده‌است. 
بعد از زلزله آبان ماه سال ۱۳۹۶ شهرستان سرپل ذهاب و تخریب صدرصدی این روستا، و متاسفانه 16 نفر از روستانشینان تپانی در اثر زلزله جان خود را از دست دادند، اکثر روستاییان محل اصلی روستا را ترک کردند و به سمت جایی به نام «گاوداری» که در نزدیکی روستا واقع شده بود، نقل مکان کردند و در آنجا ساکن شدند. تنها حدود ۱۰ خانوار در محل اصلی روستا باقی ماندند.